# 21349 Bevoke
21349 Bevoke este o planetă minoră (asteroid), cu un diametru de 6,664 km, din centura de asteroizi. A fost descoperită pe 10 martie 1997 la Observatorul Național Kitt Peak de Spacewatch. 
Obiectul prezintă o orbită caracterizată de o semiaxă mare de 3,2004691 UAi, o excentricitate de 0,17, o înclinație de 0,93272 ° în raport cu ecliptica.